# Gomes Viegas de Portocarreiro
D. Gomes Viegas de Portocarreiro (? - 1258), o "Peixoto" de alcunha, foi, como seus irmãos, um partidário de D. Afonso III, em cuja corte aparece entre 1251 e 1252, como seu conselheiro. O Livro de Linhagens diz que «foi boo cavaleiro, e morreo sem semel», ou seja, sem geração. Era irmão de D. João Viegas de Portocarreiro, arcebispo de Braga, ambos filho de D. Egas Henriques de Portocarreiro e sua mulher D. Teresa Gonçalves de Curveira. 
Certamente devido à sua alcunha, genealogias posteriores identificaram-no com Gomes Peixoto, «o Velho», que parece ter recebido de D. Afonso III a honra de Pardelhas, junto a Guimarães, e outras terras. Foi o patriarca da linhagem dos Peixoto e estabeleceu-se primeiro em Monte Longo (Fafe nos dias de hoje), distrito de Braga, região norte e sub região do Ave. E depois na freguesia de Serzedelo, em Guimarães, também distrito de Braga, onde construiu o solar dos Peixoto, com uma torre brasonada.
Investigações modernas, contudo, negam a possibilidade de se identificar D. Gomes Viegas de Portocarreiro, que não deixou geração, com Gomes Peixoto, «o Velho», tronco dos Peixoto. Igor Peixoto.